# Corneille Embise
Corneille Embise (Gouy-lez-Piéton, 15 september 1893 - Charleroi, 9 mei 1965) was een Belgisch volksvertegenwoordiger.

## Levensloop
Embise promoveerde tot doctor in de rechten. Hij werd gemeenteraadslid (1932) en schepen (1947-1952) van Charleroi.
Hij werd verkozen tot BSP-volksvertegenwoordiger voor het arrondissement Charleroi van 1932 tot 1936, van 1944 tot 1949 (in vervanging van de tijdens de oorlog overleden Victor Ernest) en van 1950 tot 1954.